# 劉士騰
劉士騰（16世紀—16世紀），字于朝，號蒼涯，廣東廣州府香山縣大欖人，明朝政治人物。

## 生平
劉士騰是嘉靖十三年（1534年）甲午科廣東鄉試第四十九名舉人，授安東教諭，三十一年（1552年）任浙江鄉試同考官，遷江西安仁知縣，安仁為交通要道，人們苦於送迎官員，他繪圖獻上朝廷，請求節省民役體恤民困，得批准後隨即刻石在縣衙前，紫雲驛多水患，他在錦江開鑿河渠分離水流，積患因而停止，人稱新河道為劉公渠。

## 引用
1. ↑  乾隆《（江西）安仁縣志·卷六·官師志》：知縣……明……劉士騰 號蒼涯，香山人，由鄉舉
2. 1 2  光緒《香山縣志·卷十三·列傳》：劉士騰，字于朝，大欖人 申志 ，嘉靖甲午舉人，就淮安安東教諭，壬子分考浙江，遷安仁縣，縣當孔道苦送迎，士騰繪圖上獻，請節費省役以恤民疲，報可即劖諸石豎縣門，及紫雲驛地多水災，鑿渠道於錦江以決其暴，積患遂止，至今名劉公渠。 張府志